# King Kong żyje
King Kong żyje (ang. King Kong Lives) – amerykański monster movie z 1986  w reżyserii Johna Guillermina z udziałem King Konga. Bezpośrednia kontynuacja filmu King Kong (1976) będącego remake’iem filmu z 1933 roku pod tym samym tytułem.

## Fabuła
Dziesięć lat po tym jak King Kong zginął w Nowym Jorku, okazuje się że on żyje i leży podpięty do aparatury podtrzymującej życie w instytucie naukowym w Atlancie pod okiem dr-ki Amy Franklin. W tym samym czasie poszukiwacz przygód Hank Mitchell znajduje na Borneo samicę gigantycznego goryla. Samica nazwana Lady Kong zostaje przewieziona do Atlanty, dzięki czemu Amy może na Kongu przeprowadzić z dawna oczekiwaną transfuzję krwi od osobnika tego samego gatunku.
Transfuzja krwi i przeszczep sztucznego serca odnosi sukces, lecz zbudzony Kong ucieka wspólnie z Lady Kong w góry Honeymoon Rigde. Amy i Hank podążając ich śladem, ukrywają się przed wojskiem tropiącym obie małpy. W górach małpy mają ku sobie, co również czynią Amy i Hank. Wkrótce wojsko znajduje wszystkich i więzi Lady Kong, a Kong w desperacji dopuszcza się do ucieczki w rwącą rzekę.
Amy jest przekonana, że Kong zginął, lecz ten przeżył. Żyjąc na bliskich bagnach i wsuwając smaczne krokodyle. Tam też słyszy jęki uwięzionej niedaleko Lady Kong i spieszy jej na ratunek. Hank i Amy dostają się do strzeżonej wojskowej bazy, uwalniają Lady Kong, która okazuje się być w ciąży z Kongiem. Kong ranny po walce z artylerią jednoczy się ze swą partnerką podczas porodu i wkrótce umiera.  Lady Kong wraz z synem wraca do Borneo żyjąc w spokoju.

## Obsada
- Linda Hamilton – dr-ka Amy Franklin
- Brian Kerwin – Hank Mitchell
- Peter Michael Goetz – dr Ingersoll
- Peter Elliott – King Kong
- George Yiasoumi – Lady Kong

Źródło: 